# Ода (город)
О́да (яп. 大田市 О:да-си) — город в Японии, находящийся в префектуре Симане. Площадь города составляет 436,12 км², население — 35 930 человек (1 августа 2014), плотность населения — 82,39 чел./км².

## Географическое положение
Город расположен на острове Хонсю в префектуре Симане региона Тюгоку. С ним граничат города Идзумо, Гоцу и посёлки Кавамото, Мисато, Иинан.

## Население
Население города составляет 35 930 человек (1 августа 2014), а плотность — 82,39 чел./км². Изменение численности населения с 1980 по 2005 годы:
| 1980 | 49 570 чел. |  |
| 1985 | 49 277 чел. |  |
| 1990 | 47 291 чел. |  |
| 1995 | 44 953 чел. |  |
| 2000 | 42 573 чел. |  |
| 2005 | 40 703 чел. |  |

## Города-побратимы
- Тэджон, Республика Корея (1987)
- Касаока, Япония (1990)